# Minor Love
Minor Love è il sesto album in studio del cantautore statunitense Adam Green, pubblicato nel 2010.

## Tracce
1. Breaking Locks - 2:21
2. Give Them a Token - 2:13
3. Buddy Bradley - 2:00
4. Goblin - 1:50
5. Bathing Birds - 2:14
6. What Makes Him Act So Bad - 2:17
7. Stadium Soul - 2:34
8. Cigarette Burns Forever - 1:56
9. Boss Inside - 2:06
10. Castles and Tassels - 2:45
11. Oh Shucks - 1:58
12. Don't Call Me Uncle - 2:57
13. Lockout - 2:09
14. You Blacken My Stay - 2:18